# Jan Kryštof Bořek
Jan Kryštof Bořek Dohalský z Dohalic (12. července 1665 Švamberk nebo Bezdružice – 1729 nebo 1730 Vídeň) byl český šlechtic Bořků z Dohalic, ekonom a sběratel umění.

## Život
Narodil se na Švamberku nebo v Bezdružicích jako syn vrchnostenského úředníka a potomního hejtmana Petra Jiřího Bořka, který byl snad roku 1665 povýšen do říšského šlechtického stavu. Rodina brzy přesídlila do Plzně. Studoval na pražské univerzitě.
Ve své profesi ekonoma merkantilistického směru stoupal rychle v úřednické kariéře. Počátkem 18. století se Bořek stal sekretářem České komory ve Vídni a šéfem radního protokolu v Německé expedici. Jeho slibný vzestup zastavil roku 1709 spor o nepřímou daň z piva (takzvaný pivní tác), vedený s nejvyšším purkrabím Heřmanem Jakubem Černínem. Z Vídně se mu dostalo důtky. Až do 20. let 18. století působil ve funkci rady solního, vinného, pivního a hraničního cla. Byl také členem komise pro povznesení královských měst.
Jeho syn Jan Josef Bořek působil již v téže době jako správce vrchního solního úřadu.

## Záliby a umělecké zájmy
Bořek byl vysokým byrokratickým úředníkem se zálibou v úředních rukopisech. Nasbíral více než 70 úředních knih z přelomu 17. a 18. století, které uspořádal chronologicky i věcně, 30 knih je uloženo v Národním archivu, větší část sbírky se dostala do Knihovny Národního muzea v Praze. Dále byl Bořek ctitelem výtvarného umění a literatury. Portrétoval jej Kristián Luna, jeho miniaturu v mědirytu roku 1711 provedl Antonín Birkhardt.
Do dějin pražského místopisu Bořek vstoupil roku 1710, když na místě zpustlých vinic (v oblasti dnešní severní části čtvrti Ořechovka) dal na půdorysu trojúhelníka zbudovat francouzský park s geometrickou sítí cest podle podélné osy, zvaný Bořkova zahrada. V křížení cest dal postavit letohrádek. Usedlost se nazývala Bořekovka, z toho bylo později odvozeno Vořechovka. Během výstavby vilové čtvrti, po připojení obce Střešovice k Velké Praze roku 1922 byla již na městských plánech předepsána spisovná forma Ořechovka.